# 斯科尔卡
斯科尔卡（法語：Scolca，法語發音：[skɔlka]）是法国上科西嘉省的一个市镇，属于科尔泰区。

## 地理
斯科尔卡（42°31'42"N, 9°21'51"E）面积6.82 平方千米，位于法国上科西嘉省，该省份位于科西嘉北部，后者为地中海西部的一座岛屿，也是法国的一个单一领土集体，位于法国大陆部分的东南面，意大利半島的西面，最临近的地块是撒丁岛。
与斯科尔卡接壤的市镇（或旧市镇、城区）包括：维尼亚莱。

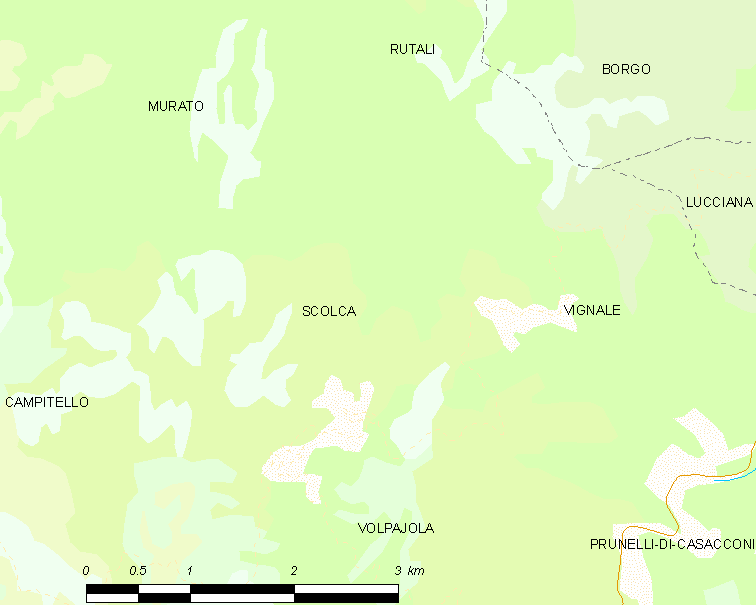
斯科尔卡的OSM定位图

斯科尔卡的时区为UTC+01:00、UTC+02:00（夏令时）。

## 行政
斯科尔卡的邮政编码为20290，INSEE市镇编码为2B274。

## 政治
斯科尔卡所属的省级选区为戈洛-莫罗萨利亚县。

## 人口

1962-2008年间斯科尔卡人口变化图示

斯科尔卡于2022年1月1日时的人口数量为84人。